# Spergularia purpurea
Spergularia purpurea là loài thực vật có hoa thuộc họ Cẩm chướng. Loài này được (Pers.) G.Don miêu tả khoa học đầu tiên năm 1831.